# Dršťka (hrad)
Dršťka (též Ronšperk, Losumberk nebo Drštka) je zřícenina hradu na okraji Vojenského újezdu Brdy v západní části okresu Příbram. Nachází se asi jeden kilometr jižně od obce Skořice v Brdské vrchovině na buližníkovém hřebeni v nadmořské výšce okolo 540 m n. m. Dochovaly se z něj terénní nerovnosti a drobné zbytky zdiva.

## Historie
Většina písemných zpráv se k hradu vztahuje pouze nepřímo. Prvním možným majitelem hradu byl Dobrohost z Ronšperka, přičemž predikát z Ronšperka může být vztahován jak k Dršťce, tak k tvrzišti u Skořického potoka v severní části Mirošova. Za jisté majitele lze považovat čtyři Dobrohostovy syny nebo vnuky, kteří roku 1390 ve skořickém kostele vykonávali patronátní právo. Byli to Nachval, Sezema, Břeněk a Zdeněk. Uvedená jména se v rodě pánů z Dršťky používala často, takže je obtížné sledovat další vztahy. Hrad, který zřejmě zůstal Břeňkovi, byl možná roku 1421 napaden husitským vojskem, které zničilo nedaleké proboštství Teslíny, ale ubránil se. Roku 1427 byl s dalšími hrady opěrným bodem křižáků na Plzeňsku. Břeněk zemřel bez dědiců po roce 1447 a připadl Zachařovi z Říčan na Štěkni. Při zasedání zemského soudu roce 1454, byl hrad prohlášen za odúmrť a připadl králi, který jej věnoval Oldřichu z Rakové a z Radyně.
Následovalo několik let trvající období sporů s Břeňkovými příbuznými, kteří rozhodnutí o odúmrti soudně napadli, ale do roku 1460 spor nejspíše vyřešili mimosoudní cestou. Břeňkovi příbuzní od roku 1459 přesídlili do Poběžovic, které nechali opevnit a postavili si v nich sídlo Nový Ronšperk.
Oldřich z Rakové snad Dršťku přenechal Václavu Lukavovi z Račína a v 70. letech 15. století bylo panství hradu připojeno k Rožmitálu. Na hradě už tehdy zřejmě nikdo nesídlil a v polovině 16. století se uvádí jako pustý.

## Stavební podoba
Hrad byl postaven na členitém buližníkovém hřebeni. Na jednom ze skalních bloků stála obytná věž, ke které přiléhal hradbou chráněný dvorek nebo menší dvouprostorová budova. Dochovaly se z ní drobné zbykty zdiva. Na dalším skalním bloku na jihozápadě stála menší obranná budova postavená z velké části ze dřeva. Prostor mezi ní a obytnou věží byl ohrazen palisádou. Terénní prohlubeň naznačuje přítomnost další stavby pod jihozápadní skálou. Na jihovýchodní straně skalního hřebene stálo hospodářské zázemí hradu, ze kterého se dochovaly další terénní relikty. V roce 1995 zkoumali hrad iniciátoři a pracovníci nadace České Hrady, Milan Novobilský a Petr Rožmberský. Z výsledků jejich bádání vznikla kniha Hrad Drštka u Skořic z roku 1995. V roce 1999 bylo zjištěno narušení fragmentů zdiva.

## Přístup
Zbytky hradu se nachází v dříve nepřístupné části vojenského prostoru, k jehož zrušení došlo k 1. lednu 2016.

## Pověsti
O hradě přetrvaly dvě pověsti. Podle první se v čase letního poledne před hradem na louce zjevují tři víly, bíle oděnné s věnci na hlavách. Poté odkládají své šátky do trávy a tančí. Jeden člověk je prý skrytě pozoroval a poté jim šátky vzal a utíkal s nimi pryč. Víly byly hned u něj a žádaly ho, aby jim šátky vrátil. On ale neposlech, jenže záhy se začal dusit. Jistě by zahynul pokud by šátky nevrátil.
Druhá pověst vypráví o strašném zjevení o půlnoci, kdy z hradu vycházejí kostlivci, v rukou drží křížky a kropenky a skály se zříceninou se otřásají pod válejícími ohnivými koly a koulemi.